# Faculté des sciences et technologies de Lille
La faculté des sciences et technologies de l'université de Lille est une composante universitaire de l'université de Lille. Elle accueille près de 8 630 étudiants, 670 chercheurs et enseignants-chercheurs et 319 personnels administratifs et techniques au cœur des 110 hectares de la Cité scientifique de Villeneuve-d'Ascq.
La majorité de ses départements sont issus des UFR de l'ancienne université Lille-I, disparue en 2017. La faculté des sciences et technologies de Lille tient ses origines dans l'université de Douai de 1559 puis dans la faculté des sciences de Lille de 1854 dont Louis Pasteur était le doyen ; elle est associée à plusieurs découvertes et inventions majeures - notamment à celle de la microbiologie par son doyen - ou encore à l'invention du VAL : le premier métro automatique sans conducteur au monde, désormais exporté dans le monde entier.

## Historique

### La faculté des sciences de Lille

#### Origines
La faculté des sciences de Lille est fondée en 1854 avec Louis Pasteur comme doyen. Ses premiers professeurs nommés par décret impérial du 4 décembre 1854 sont Gabriel Alcippe Mahistre (mathématiques et mécanique), Claude Auguste Lamy (physique), Louis Pasteur (chimie) et Henri de Lacaze-Duthiers (sciences naturelles). La faculté des sciences de Lille est réputée pour ses relations recherche-industrie dès l'époque de Louis Pasteur, son premier doyen. La première chaire de géologie et minéralogie est attribuée à Jules Gosselet en 1864. La station marine de Wimereux est créée en 1874 par Alfred Giard pour des études de zoologie et botanique.
La faculté des sciences s'établit en 1854 dans l'ancien couvent des Récollets, rue des Arts et rue des Fleurs (actuel boulevard Carnot), au centre de Lille, où se trouve déjà le lycée impérial et les collections du musée des beaux-arts de Lille. De nombreux bâtiments sont ensuite construits dans le quartier Saint-Michel pour accueillir les étudiants entre la rue Jean-Bart, la rue Jeanne-d'Arc et le boulevard Jean-Baptiste Lebas.  En 1875, l'institut industriel du Nord quitte la rue du Lombard et s'installe rue Jeanne-d'Arc. Les locaux de la faculté des sciences de Lille place Philippe Lebon sont inaugurés par Géry Legrand en 1892. En 1894, l'institut de physique de la faculté des sciences de Lille quitte ses locaux rue des Fleurs utilisés depuis 1854 et s'installe rue Gauthier de Châtillon (actuelle rue Angellier) ; l'Institut de chimie de Lille s'installe rue Gauthier de Châtillon et rue Barthélemy-Delespaul. En 1895, l'institut des sciences naturelles de Lille s'installe rue Malus, rue Nouvelle et rue Brûle-Maison.
En 1886-1887, tandis que la faculté de médecine de Lille compte 1 054 inscrits et l'Institut industriel du Nord compte 93 élèves-ingénieurs, la faculté des sciences de Lille compte seulement 77 étudiants inscrits, auxquels il faut ajouter plus de 300 auditeurs libres. Initialement, les doctorants lillois de la faculté des sciences effectuaient leur soutenance de doctorat à Paris (e.g. Henri Padé). Charles Barrois (1876) et Paul Hallez (1878) sont parmi les premiers docteurs es sciences ayant soutenu leur thèse à Lille sous la direction de Jules Gosselet, la première thèse de mathématiques est soutenue à Lille en 1911 par Eugène Barre sous la direction de Gustave Demartres, Albert Petot et Auguste Boulanger. L'agrégation de sciences physiques et naturelle est préparée à Lille à partir de 1885, celle de mathématiques à partir de 1890.
En 1887, toutes les facultés nordiques sont regroupées à Lille et sont unifiées en 1896 pour devenir l’université de Lille.
En 1891, la faculté des sciences comprend neuf chaires, sur un total de 46 chaires des facultés de Lille. En 1914, les étudiants de la faculté des sciences sont 278 sur un total de 1 402 étudiants de l'université de Lille.
En 1899, l'Institut Pasteur de Lille dirigé par Albert Calmette est inauguré boulevard Louis XIV. L'institut d'électrotechnique fondé par René Swyngedauw à la suite des travaux pionniers de Bernard Brunhes depuis 1892, s'installe rue des Fleurs en 1912. L'explosion des dix-huit ponts détruit des laboratoires en 1916. En 1930 a lieu l'inauguration de l'Institut de mécanique des fluides de Lille dirigé par Joseph Kampé de Fériet. En fait, la mécanique des fluides et l'aéronautique se développent fortement à partir de 1934, via l'Institut de mécanique des fluides de Lille. En 1947, l'université de Lille compte 5 000 étudiants, dont 436 en sciences. Les enseignements de maîtrise en automatique se développent après une conférence internationale fondatrice qui eut lieu à Lille en 1957, à l'initiative des professeurs André Martinot Lagarde, Roger Dehors et Pierre Vidal. L'informatique fait son apparition en 1958 ; se développent ensuite les sciences optiques et la micro-électronique.

#### Création du campus de la Cité scientifique

Cité scientifique

En raison de la croissance du nombre d'étudiants dans des locaux devenus exigus, la création d'un campus scientifique « Lille Est » est planifiée dès 1962.
De 1964 à 1967, sous l'impulsion de Guy Debeyre est créé sur 200 hectares le campus scientifique d'Annappes (devenue Villeneuve-d'Ascq) accueillant les nouveaux locaux de la Faculté des Sciences, autrefois situés dans le centre historique de Lille.
L'Institut universitaire de technologie de Lille A est créé dès 1966 sur le campus. L'institut de chimie de Lille, renommé École nationale supérieure de chimie de Lille en 1953, s'émancipe de l'université et s'installe sur le campus dès 1966, suivi par l'Institut industriel du Nord en 1968, renommé ultérieurement École centrale de Lille. Cependant, le laboratoire d'électrotechnique et d'électronique de puissance de Lille et le laboratoire de mécanique de Lille sont implantés simultanément sur le campus et dans le centre de Lille ; l'Institut d'administration des entreprises de Lille (IAE) est implanté dans le quartier du Vieux-Lille et non pas sur le campus.

### Transformation de la faculté en une université scientifique

#### L'université des sciences et technologies de Lille (USTL)
C'est en novembre 1970 que la faculté des sciences de l'université de Lille devient « Université des Sciences et Technologies de Lille - USTL » (Lille 1), consacrée aux sciences, alors que dans le même temps sont créées les universités de Lille 2 (Droit et Santé) et Lille 3 (Lettres et Sciences Humaines). Cette transformation est réalisée en application de la loi d'orientation dite « loi Faure ».
Le 25 avril 1983 à la station Quatre Cantons sur le campus, a lieu l'inauguration du métro de Lille par François Mitterrand ; il s'agit du tout premier métro entièrement automatique au monde, inventé par Lille 1 via un partenariat entre l'Université Lille 1 et Matra. Le campus est alors à 15 minutes en métro du centre de Lille.

Au début des années 2000 sont construits de nouveaux bâtiments, tels que le bâtiment SUP-SUAIO (ouvert en 2001), le restaurant universitaire Charles Barrois, le bâtiment SH3 et le bâtiment du Laboratoire d'informatique fondamentale de Lille  (accolé au bâtiment M3).

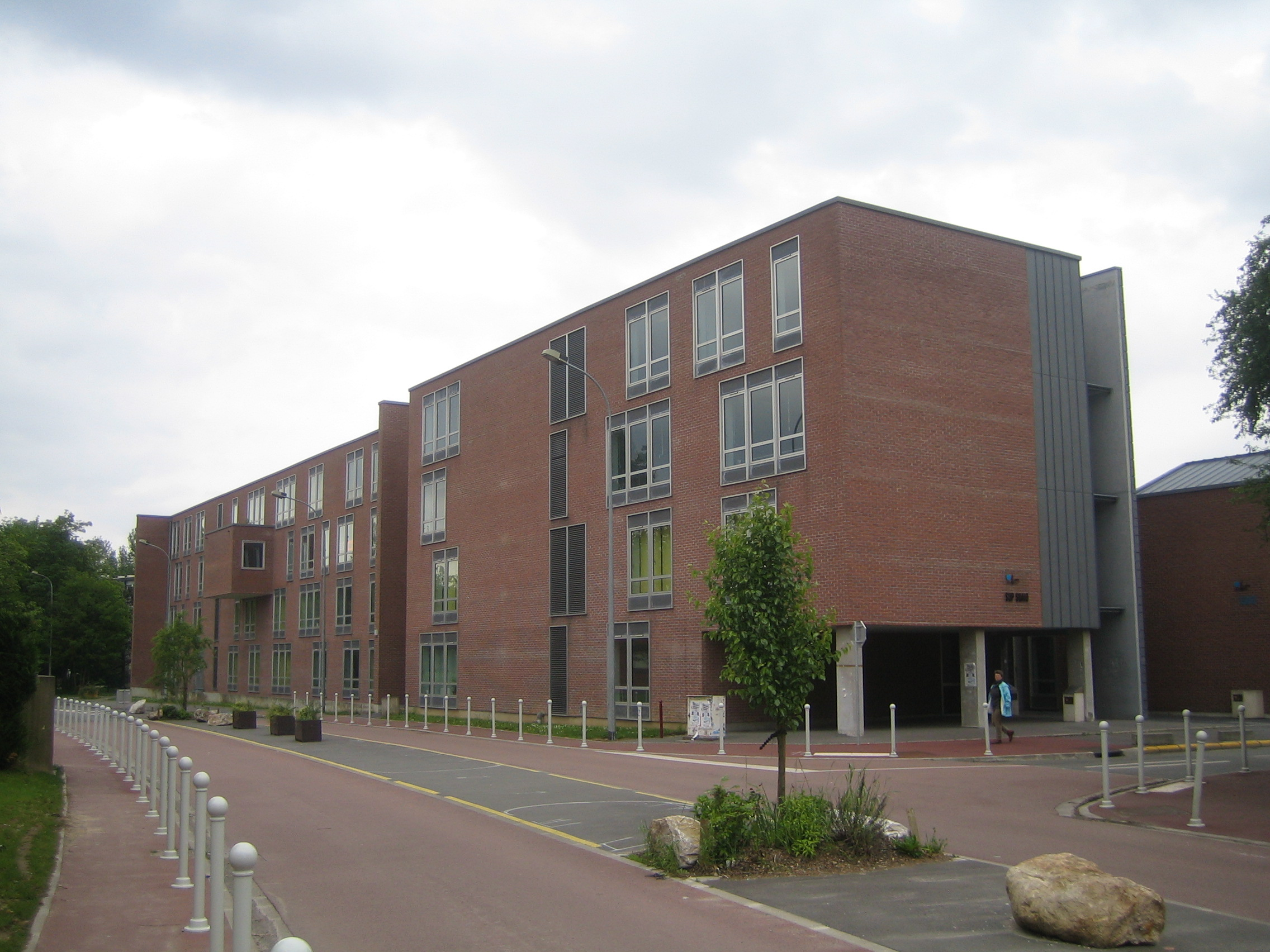
Bâtiment SUP-SUAIO
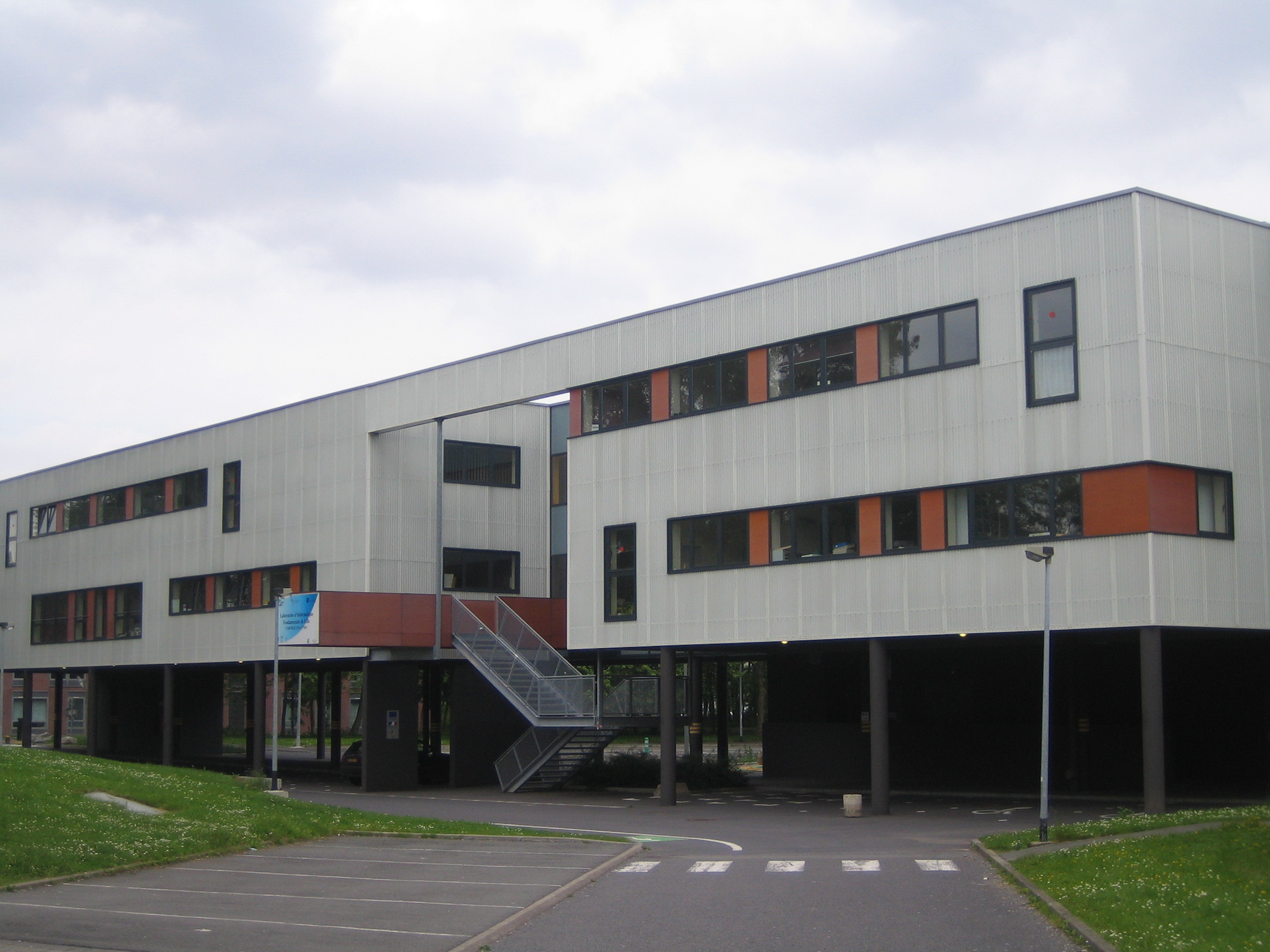
Laboratoire d'informatique fondamentale de Lille
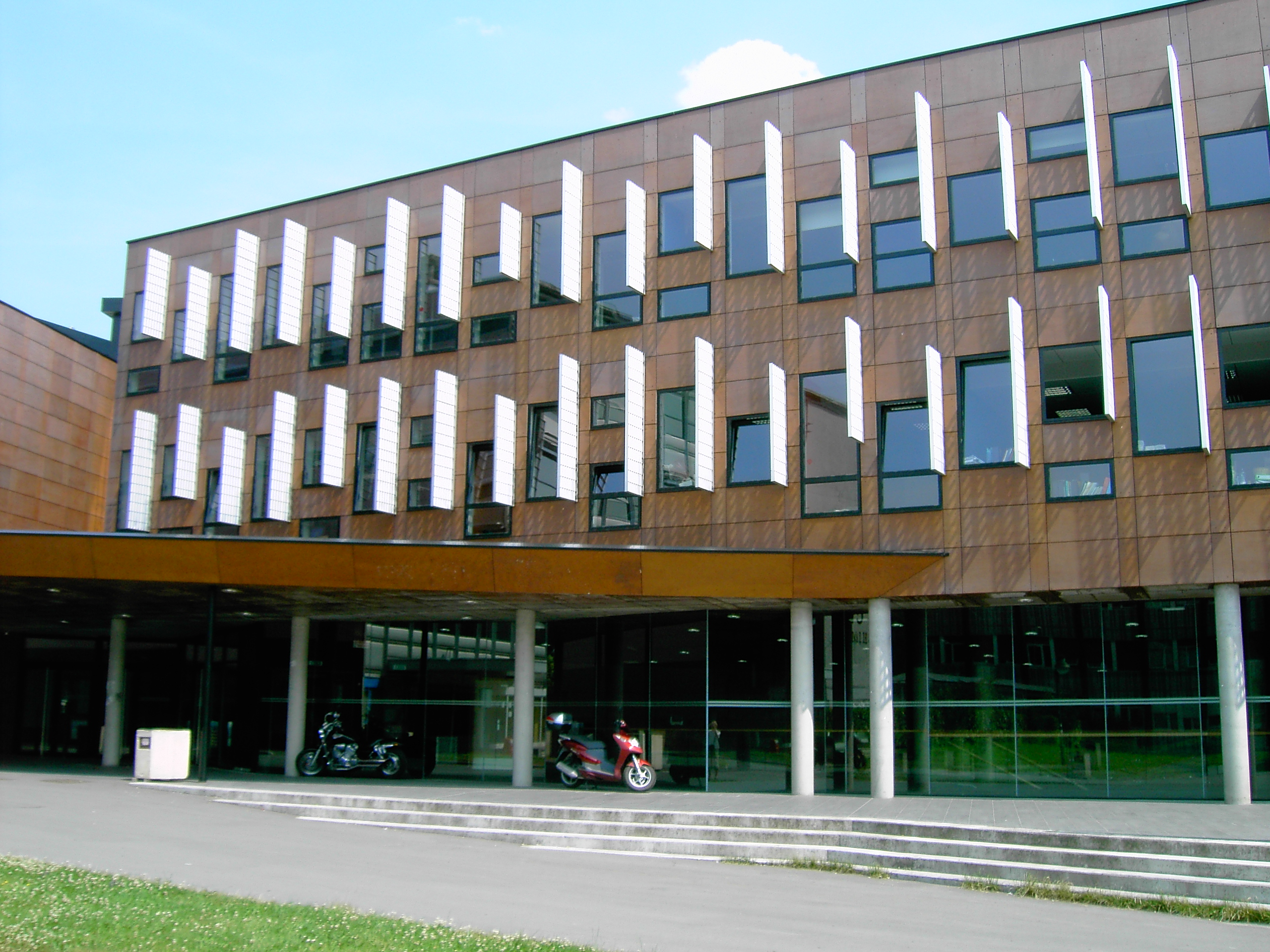
Bâtiment SH3

#### L'université Lille 1
En 2009, l'Université des Sciences et Technologies de Lille devient Université Lille 1. Le campus Lille 1 accueille plus de 19 000 étudiants dans 61 bâtiments connectés en réseau haut débit, parmi les 110 000 étudiants de la métropole lilloise.
En novembre 2012, un nouveau bâtiment « Hall Pilote Catalyse », construit à partir de 2007, est inauguré à côté du bâtiment C4. Il a pour vocation d'héberger des dispositifs expérimentaux pour l'étude de réactions catalytiques dans les conditions opératoires d'un réacteur industriel.
En 2016 ouvre le Lilliad Learning Center Innovation, nouvelle bibliothèque universitaire et espace de vie étudiant ultra moderne doté des dernières technologies accessibles pour un tel lieu, les travaux ont coûté plus de 30 millions d'euros et ont duré plusieurs années.

### La faculté des sciences et technologies
Le 1er janvier 2018, l'université Lille-I fusionne avec Lille-II et Lille-III. La majorité de ses UFR sont alors transformés en départements de la nouvelle faculté des sciences et technologies de l'université de Lille.

## Organisation

### Direction
- Doyenne : Laurence Duchien
- Vice-doyen chargé des relations internationales : Sébastien Clausen
- Vice-doyen chargé de la formation : Odile Cristini
- Vice-doyen chargé de la vie étudiante : Stéphanie Hemon
- Vice-doyen chargé du budget : Jean-Christophe Routier
- Vice-doyen chargé des ressources humaines, du patrimoine : Bruno Bastide
- Vice-doyen chargé de la recherche : Yan Pennec[20]
- Vice-doyen étudiant : Alexy Renard

### La faculté des sciences de Lille en chiffres
- 8 630 étudiants, dont 609 doctorants
- 670 enseignants-chercheurs
- 319 personnels administratifs
- 470 professionnels et chercheurs associés
- 25 laboratoires de recherche
- 3 écoles doctorales[1]

### Départements de formation et de recherche
- Département de mathématiques
- Département de physique
- Département de chimie
- Département de biologie
- Département des sciences de la terre
- Département d'informatique
- Département de mécanique
- Département d'électronique, d'énergie électrique et d'automatique

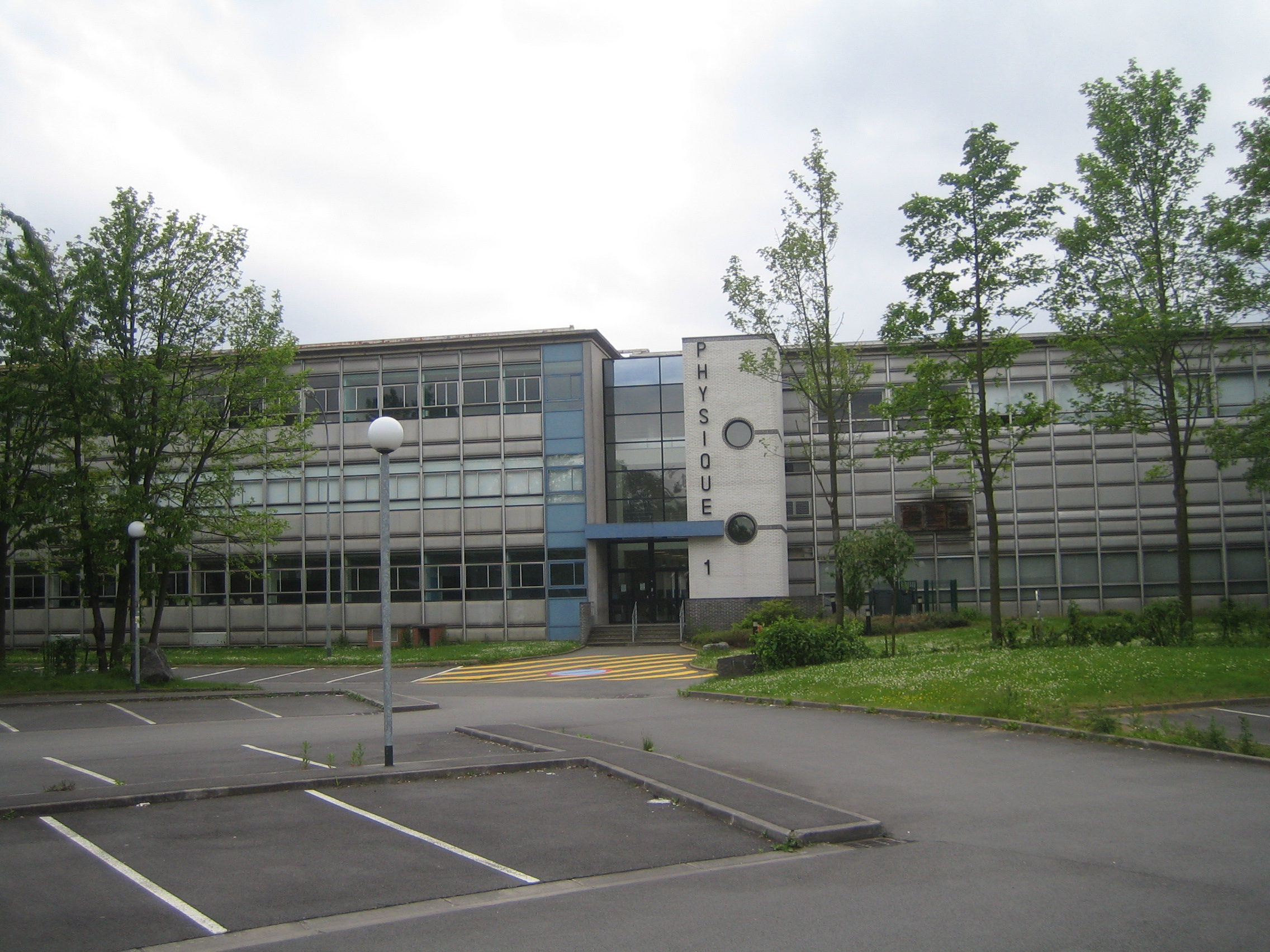
Bâtiment P1 (Physique)
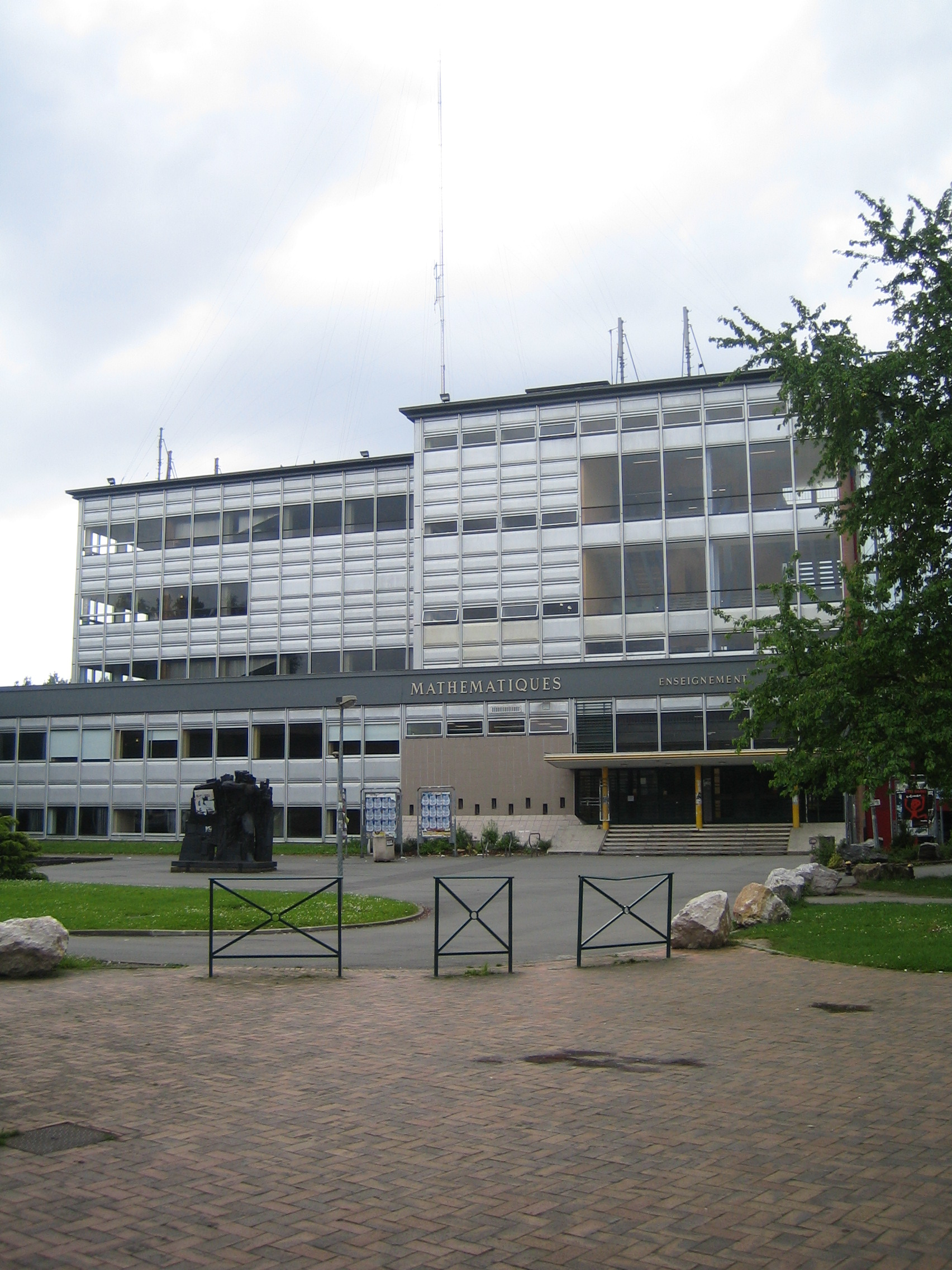
Bâtiment M1 (Mathématiques)
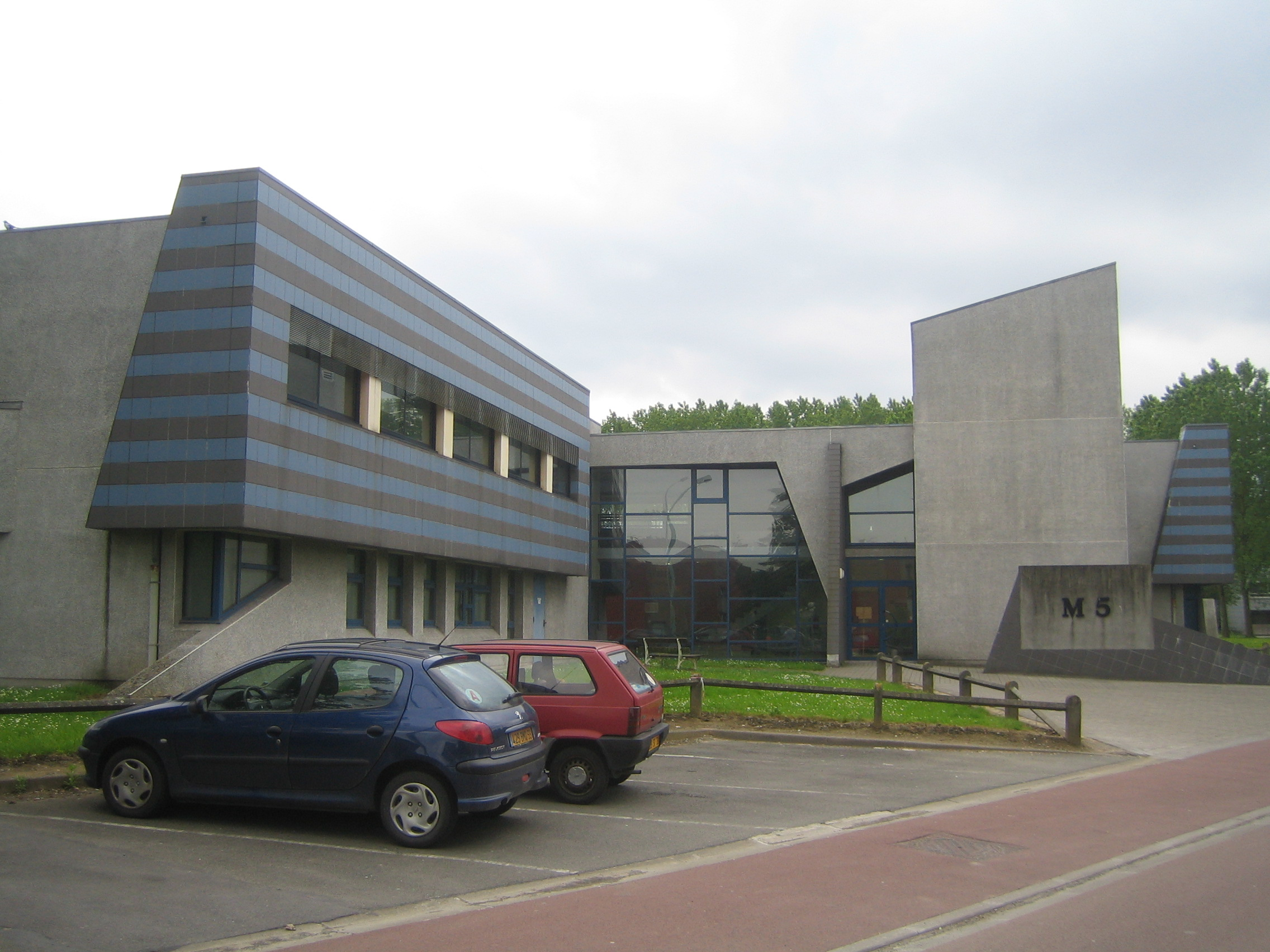
Bâtiment M5 (Informatique)